# Luc Court
 Marie-Luc Court, né le 23 août 1862 à Renage (Isère) et mort le 21 janvier 1942 à Lyon, est un ingénieur, entrepreneur industriel et inventeur français.

## Biographie
Ingénieur de l'École centrale de Lyon - promotion 1883 - il commence sa carrière dans la papeterie puis fonde à Lyon, en 1892, une entreprise de machines électriques.
En 1898, il commence des études préliminaires en construction automobile et est un des premiers à s'intéresser aux moteurs électriques. En 1899, il commercialise sa première voiture équipée d'un moteur de 8 ch à 2 cylindres et d'une boîte de vitesses insolite à 5 rapports, modèle qui fit alors sensation par la rationalité de sa conception.
Au début des années 1900, la marque Luc-Court s'installe avec succès sur le marché émergeant des véhicules français, forte d'une réputation de voitures inusables que vient renforcer des réussites aux compétitions automobiles du moment qui servent de vitrines technologiques.
À partir de 1903, il dépose plusieurs brevets, notamment pour les carburateurs, les transmissions automobiles et les changements de vitesses.
En 1904, Luc Court invente un châssis démontable permettant de remplacer rapidement le châssis et la carrosserie d'un véhicule tout en conservant le même groupe motopropulseur placé à l'avant.
La marque, partisane notamment des roues élastiques, réalise en 1907 une voiture de 12 ch qui parcourt avec succès 12 000 km en étant montée sur des roues élastiques Jaboulay.
En 1916, les modèles Luc-Court s'exposent à la première Foire de Lyon tandis que des camions militaires de la marque sont engagés dans le 1er conflit mondial.
À la fin de la Première Guerre mondiale, Luc-Court développe un véhicule équipé d'un moteur à 4 cylindres, d'une puissance de 20 ch et d'une cylindrée de 4 700 cm3 qui devient - avec la version 14 ch - le modèle le plus fabriqué de la marque.
Le 13 décembre 1921, il dépose son 8e brevet relatif à un « carburateur ». Le dernier document officiel connu protégeant ses nombreuses inventions automobiles étalées sur 34 années d'innovation date de 1937.
En 1936 est produite, sur commande, la dernière voiture particulière de la marque - une 14 ch - tandis que se poursuit jusqu'au début des années 1950 une activité de production de camions et d'autobus à moteur essence et diesel.
Durant la Seconde Guerre mondiale, refusant radicalement de collaborer à la production industrielle à destination des armées allemandes, Luc Court laisse son usine à l'abandon et meurt en 1942 à l'âge de 80 ans. Comme inventeur, il laisse alors à l'automobile un héritage technologique d'exception : la marche arrière, le châssis détachable, la boîte à cinq vitesses, les soupapes d'admission et d'échappement superposées et l'amélioration du moteur diesel.

## Brevets
- 1903 : Changement de vitesse symétrique et direct pour automobiles [4]
- 1907 : Nouveau système de montage du pont arrière pour voitures automobiles [5]
- 1915 : Dispositif pour montage d'essieu arrière d'automobiles et camions [6]
- 1936 : Perfectionnements aux systèmes de commande des freins, de véhicules automobiles principalement [7]
- 1936 : Perfectionnements aux systèmes de suspension arrière à ressorts à lames plus particulièrement applicables aux voitures automobiles [8]
- 1937 : Perfectionnements aux mélangeurs d'air pour injection de combustible dans les moteurs à combustion [9]

## Galerie

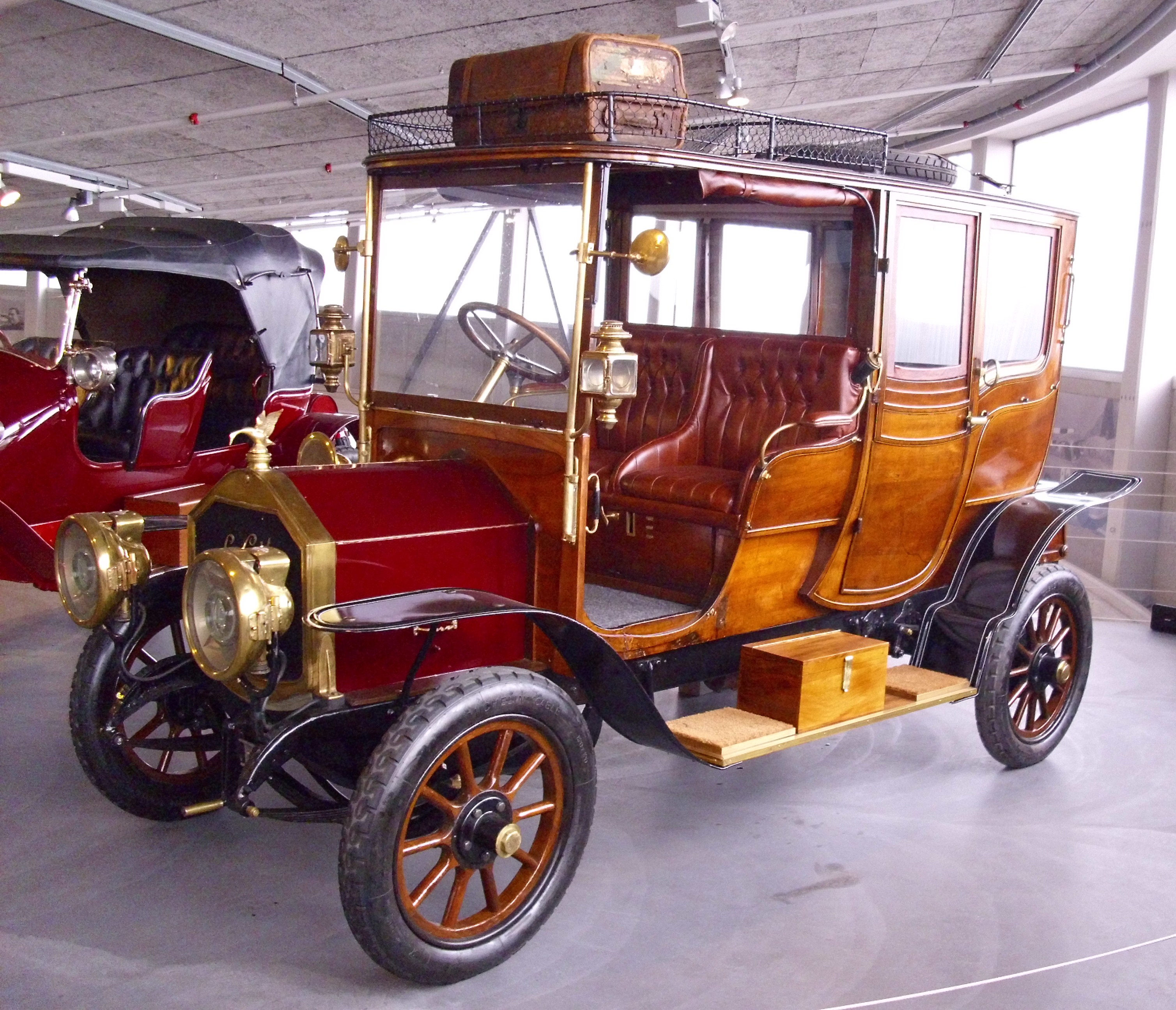
vvl (1909).
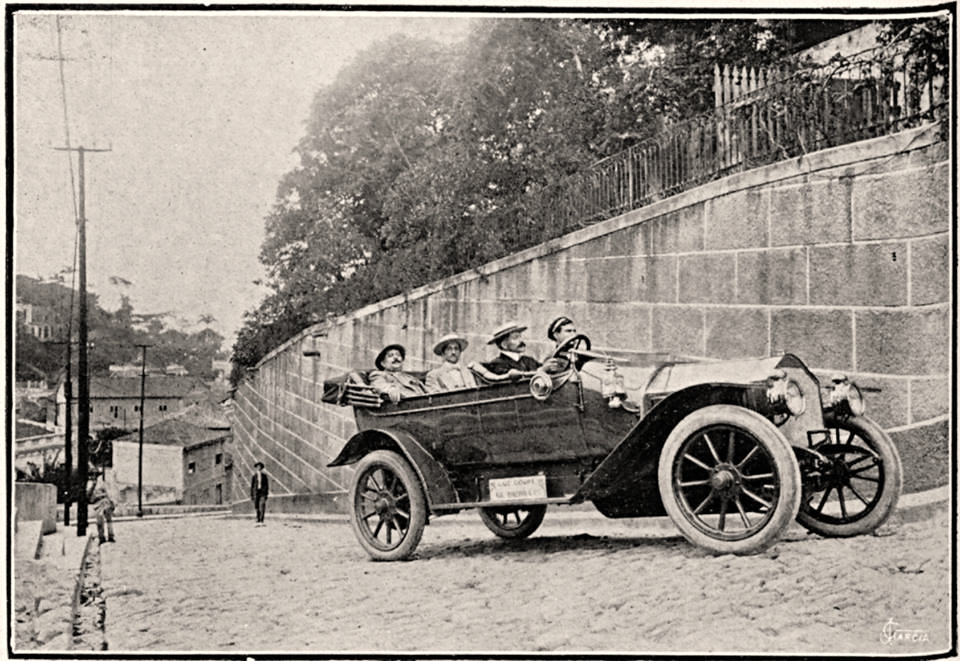
Une Luc Court est soumise à un test de montée (pente de 35%) dans le quartier de Santa Teresa, Rio de Janeiro, 1912.
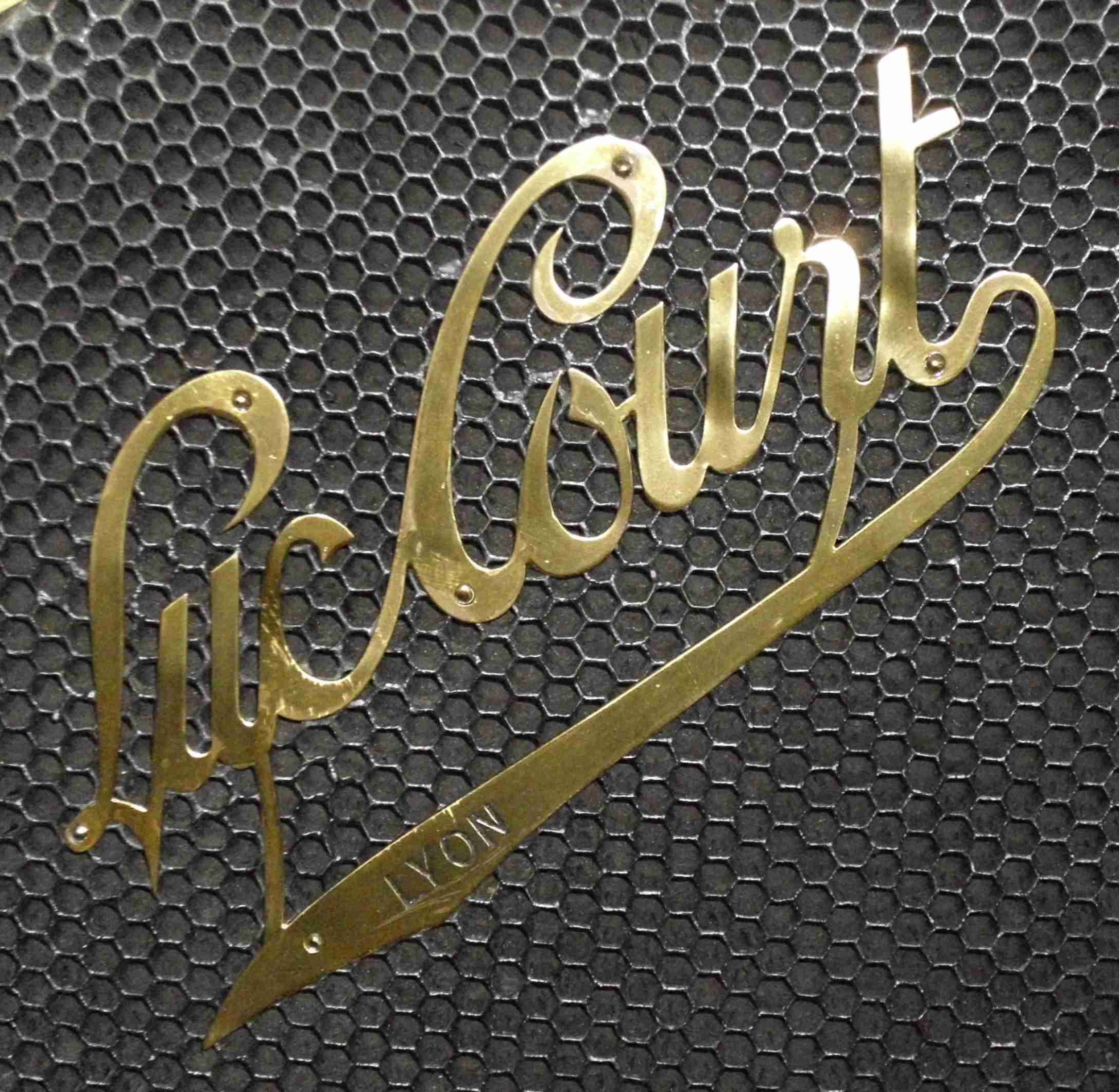
Signature sur un radiateur.
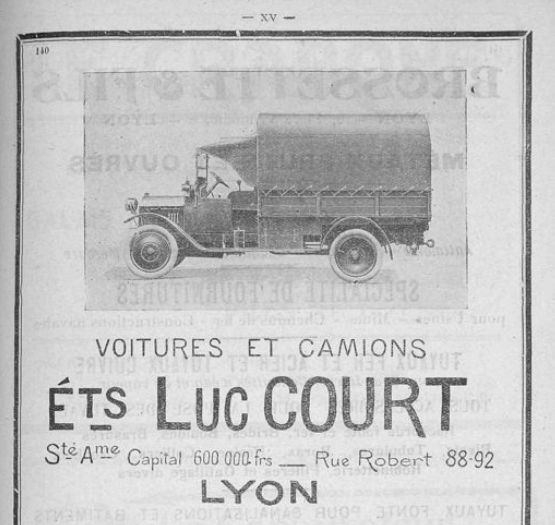
Publicité pour les Établissements Luc Court - Bulletin de l'Association des Anciens Élèves de l’École Centrale Lyonnaise no 144 (1920) (p. XV) [lire en ligne].
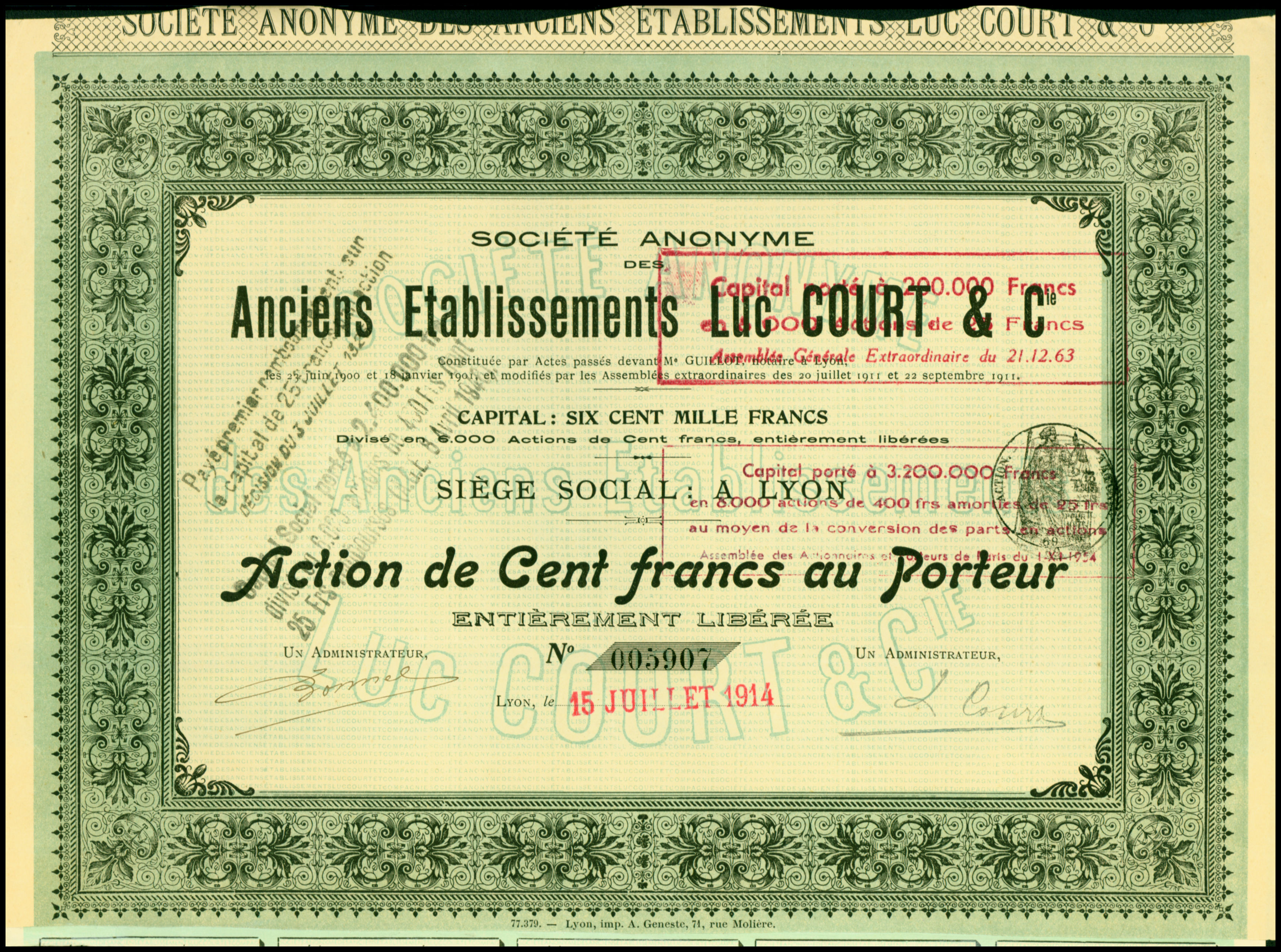
Action des Anciens Etablissements Luc Court & C, en date du 15. Juillet 1914.
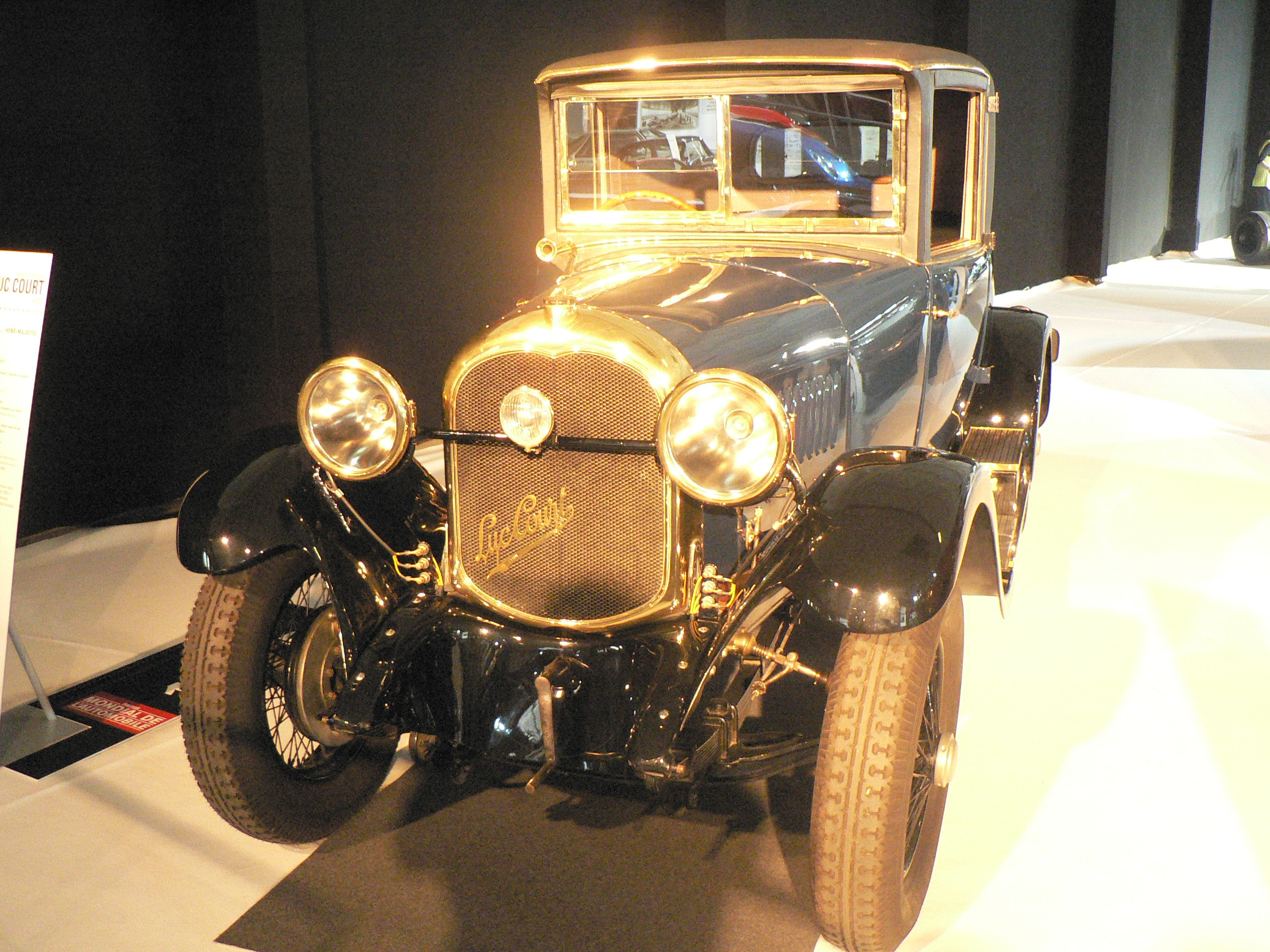
H4S2 Faux cabriolet (1928) exposé au Musée de l'automobile Henri-Malartre.